# Раврио, Андре-Антуан
Андре-Антуан Раврио (фр. André-Antoine Ravrio, 1759, Париж — 4 октября 1814, Париж) — французский ювелир, поэт, бронзовщик и чеканщик периода неоклассицизма и ампира. Считался вторым во Франции после Пьера-Филиппа Томира. Его мать была сестрой знаменитого мастера-мебельщика Роже Вандеркруза, более известного во Франции под именем Ла Круа. Она также была в родстве с Жан-Франсуа Эбеном и Жан-Анри Ризенером.
Раврио учился в Париже у известных ювелиров: Жана-Клода Дюплесси и Пьер-Огюста Форестье. Получил звание мастера в 1777 году и основал собственную мастерскую в 1790 году. Раврио изготавливал вазы, настольные украшения, бронзовые корпуса настольных и настенных часов, бронзовые детали мебели Вильгельма Бенемана и Жоржа Жакоба, используя античные мотивы. Выполнял заказы многих европейских дворов, и прежде всего Наполеона Бонапарта. Поэтому он считается одним из создателей стиля ампир.
Раврио был талантливым коммерсантом и весёлым, отзывчивым человеком; он имел много друзей, писал стихи, песни, сочинял водевили, которые имели успех в аристократических салонах и литературных обществах Парижа. Опубликовал два тома своих стихов. Успешно сотрудничал в «Обществе кутежа». В 1805 году опубликовал песню «Улица хороших детей» (La rue des Bons-Enfants), в которой с юмором ссылался на «Вакхическое общество», членом которого он якобы является и которое «проложило путь» обществу «La Goguette». Он также написал песню под названием «La Goguette», которая свидетельствует о радостном, эпикурейском духе, оживлявшем в то время парижское общество.
Раврио скончался в Париже. Похоронен на кладбище Пер-Лашез. Мастерскую унаследовал его приёмный сын Луи-Станислав Ленуар (1783 — ок. 1840), принявший фамилию Раврио. Луи-Станислав Раврио продолжал дело названного отца в более холодном и жёстком стиле позднего французского ампира.